# 242 (nombre)
Cet article concerne le nombre 242. Pour les années, voir 242 et 242 av. J.-C..
Le nombre 242 (deux cent quarante-deux) est l'entier naturel qui suit 241 et qui précède 243.

## En mathématiques
Deux cent quarante-deux est un nombre nontotient et un nombre palindrome.

## Dans d'autres domaines
Front 242 est un groupe belge pionnier de musique électronique.